# Конвертор
Конвертер, конвертер — комп'ютерна програма, яка перетворює у файлі дані з одного формату в інший. 
Зміни і втрати інформації, які можуть виникнути при перетворенні, залежать від форматів початкового і кінцевого файлів і від вживаної програми перетворення. Наприклад, конвертація інформації з PDF-формату у формат пакету Illustrator.